# Wilson Phillips (álbum)
Wilson Phillips é um álbum de homônimo, lançado em 1990.